# Tireur d'épine

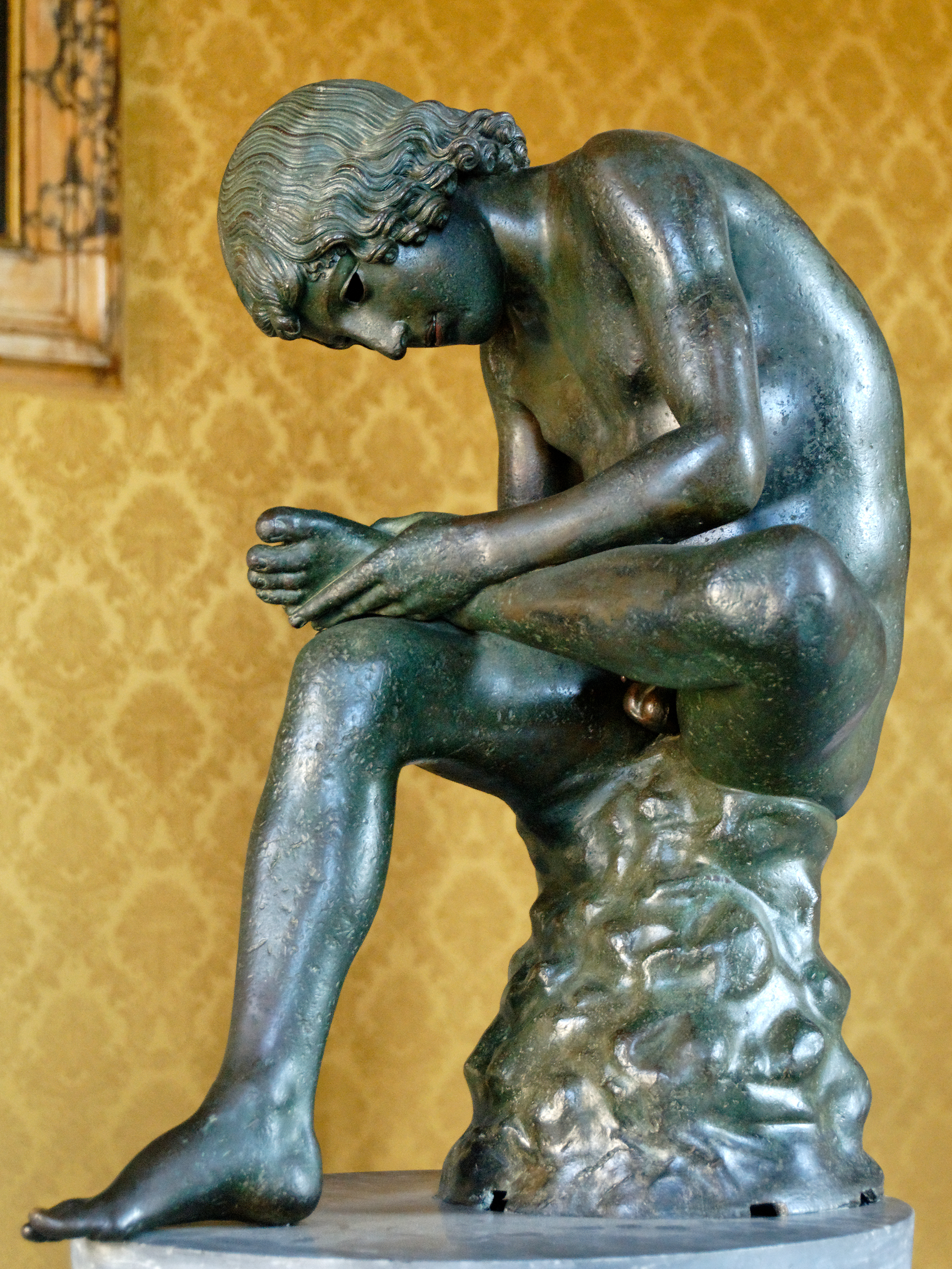
Le Tireur d'épine au musée du Capitole (Rome)

Le Tireur d'épine, en italien Spinario, est un type statuaire représentant un jeune garçon se retirant une épine du pied. L'exemplaire le plus connu est une sculpture en bronze exposée dans la salle des Triomphes du Palais des Conservateurs (Musées du Capitole) à Rome. Généralement datée du Ier siècle av. J.-C., elle constitue un bel exemple du principe de l'éclectisme, c'est-à-dire de « l'antique d'après l'antique ».

## Le type
Le type rassemble plusieurs bronzes, des marbres et des figurines en terre cuite. Il représente, la plupart du temps en grandeur nature, un jeune garçon ôtant une épine de son pied. Le thème se retrouve dans des représentations de Pan et de satyres et rattache donc le garçon à l'univers de Dionysos.

## L'exemplaire du Capitole
La statue, haute de 73 cm, associe une tête du style sévère à un corps de style plus tardif. Elle est composée de plusieurs parties fondues séparément puis soudées. Le corps et le rocher sont constitués d'un seul morceau, alors que le bras droit et la tête ont été réalisés à part. À l'origine, du cuivre rouge couvrait les lèvres du personnage et les yeux étaient probablement incrustés d'ivoire ou de marbre. Elle a probablement été conçue dans le courant du Ier siècle av. J.-C. à partir des modèles hellénistiques des IIIe – IIe siècle av. J.-C. pour le corps, tandis que la tête dérive d'œuvres grecques du Ve siècle av. J.-C..
La pose singulière et extrêmement gracieuse du personnage, surpris dans un geste inhabituel, en a fait l'une des œuvres les plus admirées et les plus copiées de la Renaissance.
Cette œuvre a suscité un certain nombre d'interrogations à partir du XIXe siècle, liées à une  particularité : les cheveux du jeune garçon, selon la logique de la pesanteur, devraient tomber. On a donc pensé que cette statue a été faite en deux fois : le corps du Spinario s'inspirerait d'un modèle hellénistique, sur lequel l'auteur du bronze, romain, aurait adapté une tête copiée sur une œuvre plus ancienne, sans corriger les cheveux.
Cette sculpture a fait l'objet de nombreuses interprétations. Au XVIe siècle, Benjamin ben Jonah de Tudèle (Navarre) identifie le garçon au personnage biblique d'Absalom, fils de David, renommé pour sa très grande beauté. On lui a aussi associé l'histoire légendaire d'un jeune berger, Gnaeus Martius, qui aurait sauvé Rome en portant au Sénat un message urgent, ne s'arrêtant pour extraire l'épine qui blessait son pied qu'après avoir accompli sa mission. Au Moyen Âge, on retrouve de nombreuses reproductions du Tireur d'épine. Le nom de Martius étant proche du nom du mois de mars, mois qui coïncide souvent avec la période du Carême, le Spinario a pu être interprété comme un symbole de pénitence, arrachant « l'écharde de la chair ».
Le Tireur d'épine était autrefois placé devant le palais du Latran, parmi d'autres statues antiques célèbres. Sa présence est attestée depuis le XIIe siècle à Rome. La statue fut offerte à la ville de Rome par le pape Sixte IV en 1471, avec la donation des bronzes du Latran au peuple romain. Prise par Napoléon Bonaparte dans son butin de guerre et gardée au Louvre de 1798 à 1815, à la chute de Napoléon Bonaparte elle est restituée par Louis XVIII aux États pontificaux, avec de multiples autres chefs-d'œuvre enlevés à Rome, notamment le Buste de Brutus. Le pape Pie VII fit aussitôt remettre à leur place le Tireur d'épine et le Buste de Brutus, dans la Salle des Triomphes du Palais des Conservateurs, aujourd'hui partie des Musées Capitolins (dans la salle adjacente, Salle des Capitaines, une inscription dans le marbre rappelle cette restitution en l'honneur du pape Pie VII).

## L'exemplaire de Fontainebleau (Seine-et-Marne - France)
Offert en 1540 à François Ier par Hippolyte d'Este, cardinal de Ferrare, à l'occasion de son séjour à Fontainebleau, cette copie a été fondue directement d'après l'original : c'est le premier surmoulé de ce genre connu. Elle a quitté le château de Fontainebleau sous la Révolution, pour Saint-Cloud, Versailles, puis le Louvre, et est revenue en 2000 ; elle est exposée à la Galerie des Cerfs, avec cinq autres moulages fondus par Le Primatice pour François Ier d’après les modèles en marbre des plus célèbres antiques du Belvédère[réf. souhaitée].

## L'exemplaire d’Épinal (Vosges - France) appelé lePinauet celui de La Crosse (Wisconsin - USA)
Cette sculpture en bronze a été réalisée en 1825 par Jules Laurent. Elle est une copie d'une œuvre antique achetée en 1606 par la ville et devant la symboliser. La sculpture originale réalisée par Jules Laurent (1800-1877) sculpteur et conservateur du musée d’Épinal, est aujourd'hui conservée dans la salle de réception de l'Hôtel de Ville d’Épinal. Elle est connue sous le nom le Pinau (parfois orthographié Pineau). Le Pinau est, en quelque sorte, le symbole de la ville, dont le nom dérive peut-être du terme "spinal" qui veut dire "épine" et qui représente les épines ou les ronces qui couvraient autrefois le château ou encore la protectrice aubépine qui poussait sur la colline surplombant la ville. Le mot "pino" signifie en patois lorrain "épine". Une reproduction de l'œuvre de Jules Laurent se trouve dressée sur une colonne place Pinau, sur la rive gauche de la Moselle, au centre d’Épinal. La statue originale se trouvait sur cette colonne jusqu'à ce qu'un camion de l'armée allemande la renverse en 1944. Des pompiers qui ont été témoins de la scène ont permis de la sauver.
En septembre 2007, la ville d’Épinal a offert à la  ville de La Crosse - Wisconsin (États-Unis), dans le cadre de son jumelage, une copie de cette statue en échange d'une autre sculpture Lacross Players inaugurée le 13 octobre 2007. La Crosse est jumelée avec Épinal depuis 1986. Avant l'inauguration du Tireur d'épine à La Crosse en 2007 et à la suite de l'embarras de certains citoyens américains devant la nudité du jeune homme, la commission municipale des contributions de La Crosse voulut adopter une résolution pour que soient cachés les organes génitaux de la statue. Elmer Peterson, un sculpteur local, a d'ailleurs confirmé avoir été contacté à l'époque pour cacher l’intimité du jeune personnage. Des membres du conseil municipal ont finalement décidé de la laisser dans sa nudité originelle, rapporte La Crosse Tribune. “Je ne veux pas changer quelque chose qui existe depuis toujours” a répondu Dorothy Lenard, une conseillère municipale, en indiquant que le cadeau français s’inspirait d’une statue antique célèbre : « Quand vous voyagez, vous voyez qu’il y a de la nudité dans l’art et que les gens n’y font plus attention”. “L'ajout d’un cache-sexe serait un geste peu diplomate vis-à-vis d’Épinal » soulignait une autre conseillère municipale Audrey Kader. « Epinal nous a donné la statue sans qu’elle soit couverte... si nous la recouvrons, les gens voudront voir ce que nous cachons » a précisé un autre conseiller municipal, Bruce Ranis, à la suite de la déclaration de la musicienne Esther Herman d'Epinal : “nous serions choqués de ce que vous la recouvriez et vous êtes choqués de ce qu'elle ne soit pas couverte”. La statue a été finalement inaugurée à La Crosse sans autre problème et en respectant sa nudité d'origine.

## L'exemplaire de Valenton (Val-de-Marne - France) appeléange tireur d'épine
La sculpture représente un jeune homme occupé à ôter de son pied une épine. Cette sculpture qui est une copie de l'exemplaire du Capitole de Rome, se trouvait autrefois dans le parc de la maison de maître classée au titre du patrimoine, appelée "Propriété Marchandise", puis "Propriété Bariquand" et qui correspond depuis 1937 à l'actuelle mairie de Valenton (Val-de-Marne - France). La sculpture a été déplacée et elle était installée sur une pelouse au sein de l'enceinte du collège Joliot-Curie de la même ville.

## L'exemplaire de Lyon (Rhône - France) d'Abel Dimier

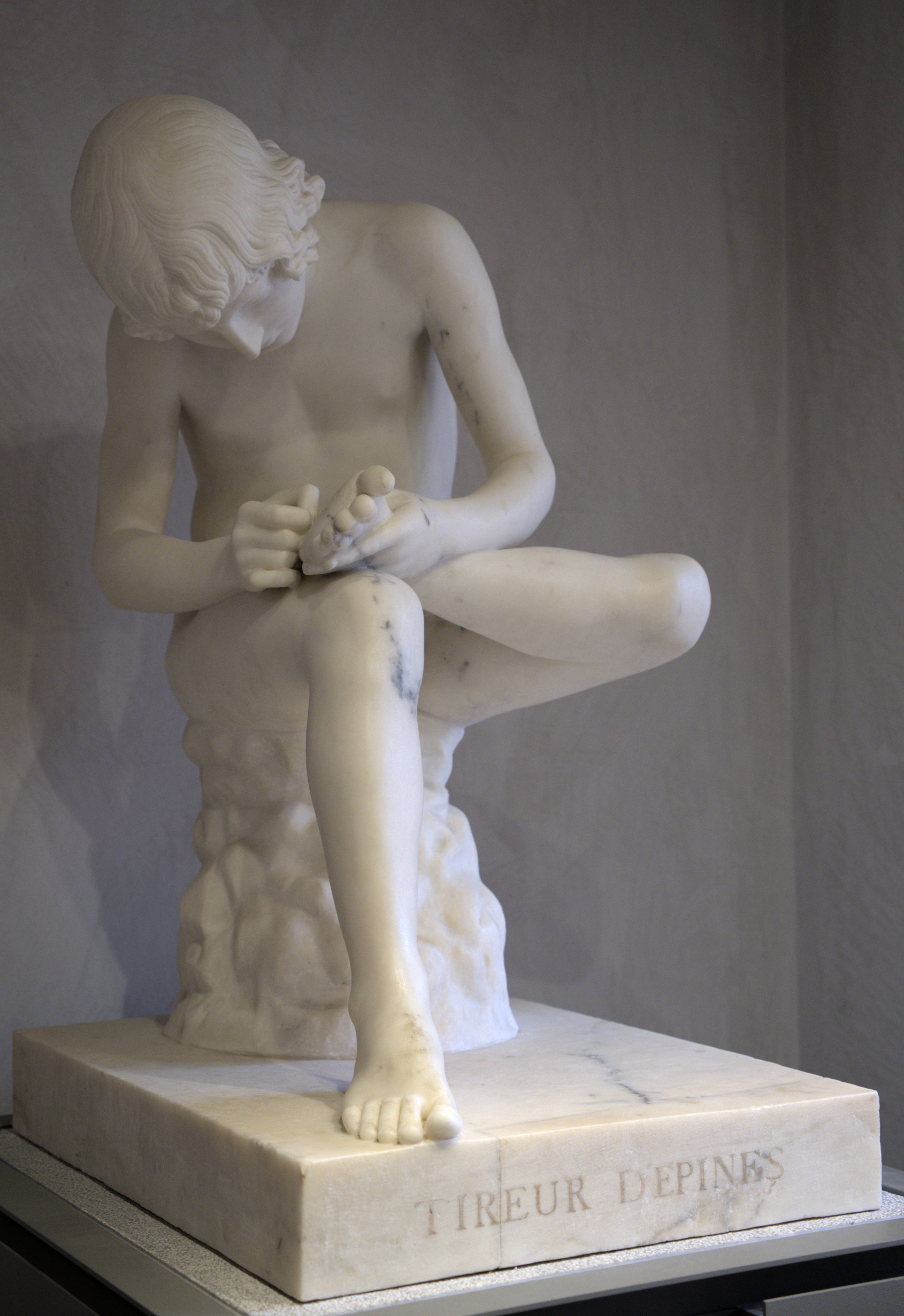
Le Tireur d'épine d'Abel Dimier.

Sculpté en 1829 dans le marbre, le Tireur d'épine d'Abel Dimier (1794-1864) est conservé au musée des Beaux-Arts de Lyon. Abel Dimier fut Prix de Rome en 1819.